# Maariv

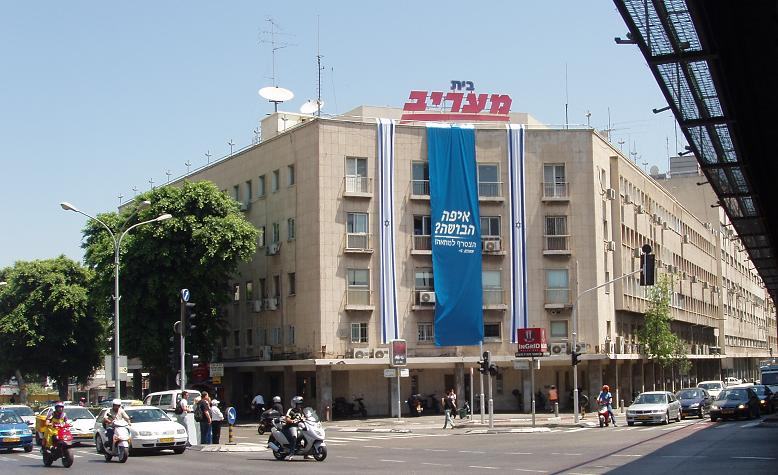
La Maariv House presso l'incrocio Maariv a Tel Aviv

Maariv (in ebraico מַעֲרִיב‎?; lett. "Sera") è un quotidiano medio-popolare pubblicato in Israele, fu secondo nelle vendite dopo il tabloid Yedioth Ahronoth. Oltre al quotidiano e ai suoi supplementi, il gruppo possiede una catena di giornali locali, con una distribuzione su scala nazionale, una divisione riviste, e un sito web semi-indipendente chiamato NRG, che include parte degli articoli stampati sul quotidiano.
Gli editori in capo del Maariv sono Doron Cohen e Golan Bar Yossef.
La copertura degli eventi editoriali e le opinioni sono considerati bilanciate, con una rappresentanza equilibrata delle diverse opinioni che abbondano nella società israeliana.  I suoi giornalisti e scrittori ospiti dalle diverse parti del mondo politico e sociale possono esprimere le loro opinioni "fianco a fianco".